# Sagina maritima
Sagina maritima — вид квіткових рослин родини Гвоздичні (Caryophyllaceae).

## Морфологічна характеристика
Однорічна трав'яниста солянкова рослина; досягає висоти, як правило, 3–15 сантиметрів. Стебло прямостояче висхідне. Листки вузько ланцетні, дещо м'ясисті, в основному лисі. Нижні листки до 15×1 мм. Пелюстки крихітні або повністю відсутні. Чотири чашолистки довжиною 2 мм, не загострені. Плід — коробочка, 1,7–2,2 мм, коротша чашолистків.

## Поширення
Батьківщина. Європа, Північна Африка, Західна Азія.